# Tripleta semántica
Una terna semántica, tripleta semántica o simplemente tripleta (en inglés: semantic triple) es la entidad atómica de datos en el modelo de datos Resource Description Framework (RDF). Como su nombre indica, una terna es un conjunto de tres entidades que codifica una declaración (en inglés: statement) sobre datos semánticos en forma de expresiones sujeto–predicado–objeto (por ejemplo, «Antonio tiene 35 años» o «Antonio conoce a Berta»).
Este formato permite la representación del conocimiento de una manera legible por máquinas. En particular, cada una de las partes de una terna RDF se puede direccionar de forma unívoca mediante un URI único. Por ejemplo, la declaración «Antonio conoce a Berta» se podría representar en RDF como http://www.ejemplo.com/AntonioCastillo12 http://xmlns.com/foaf/0.1/knows http://www.ejemplo.com/BertaDiaz34. Dada esta representación precisa, es posible hacer consultas semánticas y razonamientos sobre ellos sin ambigüedad.
Los componentes de una terna (tal como la declaración «el cielo tiene el color azul») son el sujeto («el cielo»), el predicado («tiene el color») y el objeto («azul»). Esto es similar a la notación clásica de un modelo entidad-atributo-valor en el diseño orientado a objetos, en la cual este mismo ejemplo quedaría expresado como una entidad («cielo»), un atributo («color») y un valor («azul»). A partir de esta estructura básica, las ternas se pueden componer unas con otras para formar modelos más complejos, por ejemplo: Miguel → dijo → (las ternas → pueden ser → objetos).
Dada la consistencia de su estructura, las colecciones de tripletas se suelen almacenar en bases de datos especialmente diseñadas para ello, conocidas como almacenes de tripletas (en inglés: triplestores).